# Bürgerwaldtunnel
Der Bürgerwaldtunnel ist ein Straßentunnel der im Teilausbau befindlichen Bundesautobahn 98 bei der Stadt Waldshut-Tiengen im Landkreis Waldshut. Die Verbindung ist mit einer Tunnelröhre fertiggestellt und dient als Stadtumfahrung.

## Geographische Lage
Der Bürgerwaldtunnel durchsticht eine Muschelkalkfelsbank, ein Steilufer der Wutach bzw. des Ur-Rheins im Klettgautal bei der Stadt Tiengen. Der Name leitet sich ab vom Wald auf der Hochfläche, dem Bürgerwald, ein im Besitz der Stadt befindlicher Wald mit ehemaligen Nutzungsrechten für die Stadtbürger. Die Ein/Ausfahrt Tiengen-Ost befindet sich in Richtung Unterlauchringen und führt über die Wutach. Die Ein/Ausfahrt West überquert ebenfalls die Wutach am Stadtrand Tiengen auf Höhe der Schlüchtmündung in die Wutach. Der Vortrieb erfolgte durch Sprengen. 1997 wurde der Tunnel dem Verkehr übergeben.
Seit Oktober 2006 sind die Teilstücke zwischen Laufenburg und Hauenstein sowie zwischen Tiengen-West und Lauchringen von der LKW-Maut befreit, um die Gemeinden an der B 34 zu entlasten. Des Weiteren sind die genannten Teilstücke als Kraftfahrstraße und nicht als Autobahn beschildert, dies soll erst nach dem vollständigen Ausbau auf vier Fahrstreifen geschehen.

## Großübungen
Im Bürgerwaldtunnel wird alle vier Jahre eine Großübung von Rettungskräften durchgeführt, die bei Tunneln über 400 m Länge vorgeschrieben ist. Dazu werden die Strecke gesperrt und durch das Rote Kreuz und die Feuerwehr Unfälle simuliert. Die letzten Übungen wurden in die Nachtstunden verlegt, damit die Staubildung tagsüber verringert wird.

## Sicherheit
Der Bürgerwaldtunnel verfügt über zwei abzweigende Notausgänge, ausgelegt als Fluchttunnel, die beim Bau dem Standard entsprachen. Aufgrund neuer Sicherheitsvorschriften wird der Tunnel mit einem parallel laufenden durchgehenden Notausgang ergänzt. Der Bau soll anstelle der ursprünglich geplanten zweiten Röhre erfolgen.